# Lamela (anatomia)

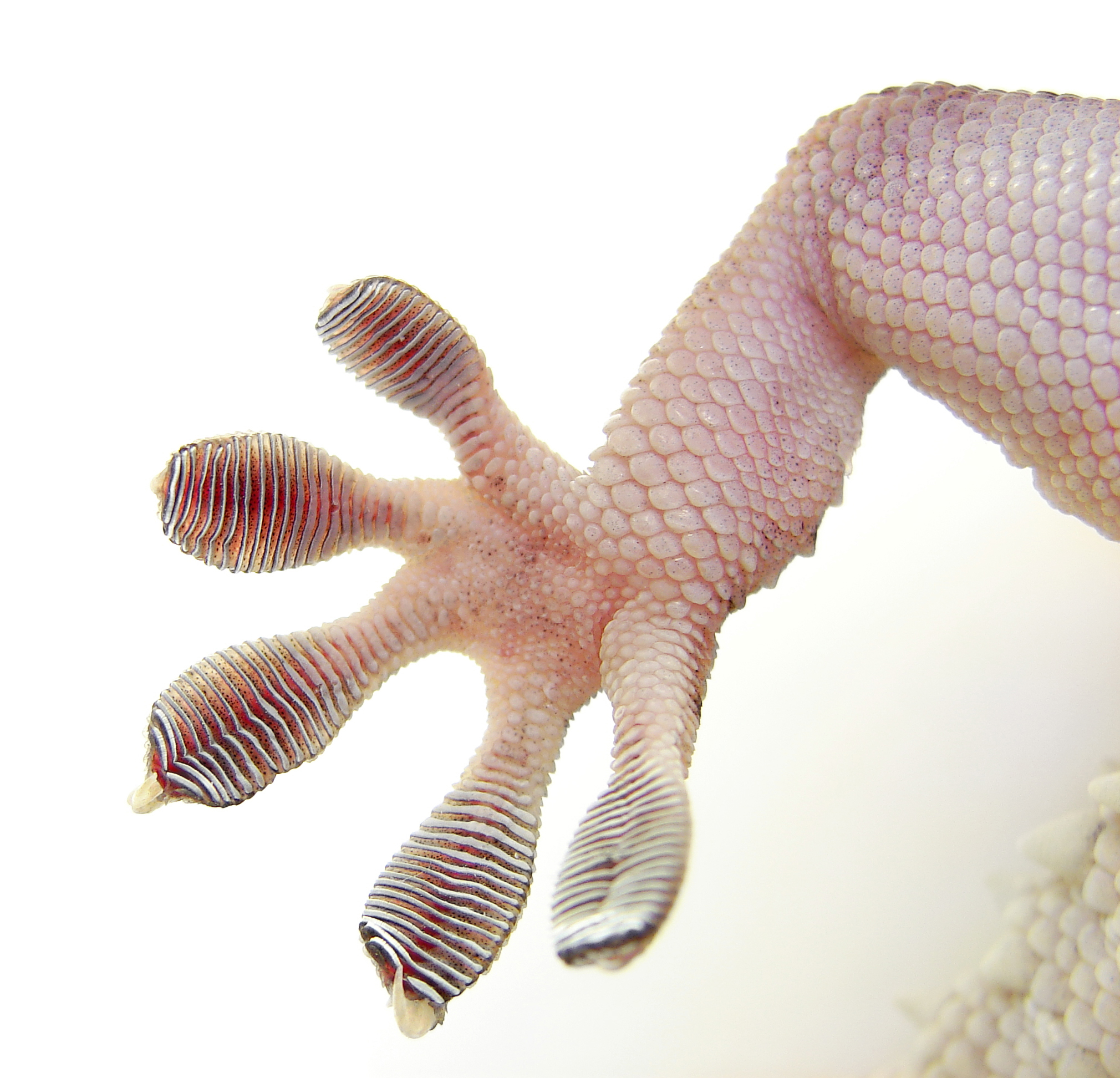
Lamelas na pata de uma lagartixa.

A lamela é uma estrutura fina e achatada, frequentemente encontrada muito próximas umas às outras. Além de aparecerem nos órgãos respiratórios, também são encontradas em outras funções biológicas, como na alimentação por filtragem, nas superfícies aderentes de lagartixas e nas membranas do cloroplasto, no qual uma alta permeabilidade é importante.
Em humanos, o precursor do prepúcio, durante o desenvolvimento dos órgãos dos sistemas urinário e reprodutivo, é chamado de lamela.
Também pode ser uma de hipocalcificação no esmalte dentário que cruza toda sua extensão.